# Летонија на Европском првенству у атлетици на отвореном 2016.
Летонија је учествовала на 23. Европском првенству 2016. одржаном у Амстердаму, Холандија, од 6. до 19. јулa. Репрезентацију Летоније на њеном 10. учешћу на европским првенствима на отвореном представљало је 16 спортиста (8 мушкараца и 8 жена) који су се такмичили у 13 дисциплина (7 мушких и 6 женских).
У укупном пласману Летонија је са једном златном медаљом поделила 17. место са Данском и Украјином.
У табели успешности (према броју и пласману такмичара који су учествовали у финалним такмичењима (првих 8 такмичара)) Летонија је са три учесника у финалу заузела 26 место са 13 бодова, од 38 земаља које су имале представнике у финалу. Првопласирани је добијао 8 бодова, а последњи, осми 1 бод.
| Пл. | Земља    | 1. место | 2. место | 3. место | 4. место | 5. место | 6. место | 7. место | 8. место | Бр. фин. | Бодови |
| --- | -------- | -------- | -------- | -------- | -------- | -------- | -------- | -------- | -------- | -------- | ------ |
| 26. | Летонија | 1        | 0        | 0        | 0        | 0        | 1        | 1        | 0        | 3        | 13     |

## Освајачи медаља

### Злато
- Зигисмунд Сирмаис — бацање копља

## Учесници
| Бр. | Дисциплина    | Мушкарци                                               | Жене                                     | Укупно |
| --- | ------------- | ------------------------------------------------------ | ---------------------------------------- | ------ |
| 1.  | 400 м         |                                                        | Гунта Латишева-Чударе                    | 1      |
| 2.  | 1.500 м       | Дмитриј Јуркевич                                       |                                          | 1      |
| 3.  | 100 м препоне |                                                        | Лаура Икаунијеце-Адмидиња                | 1      |
| 4.  | 400 м препоне | Јанус Балтуш                                           | Лига Велвере                             | 2      |
| 6.  | Полумаратон   | Јанис Вишкерс                                          | Агета Страуса                            | 2      |
| 7.  | Скок мотком   | Марекс Арентс                                          |                                          | 1      |
| 8.  | Скок удаљ     | Елвијс Мисанс                                          | Ајга Грабустек                           | 2      |
| 9.  | Троскок       | Елвијс Мисанс                                          |                                          | 1      |
| 10. | Бацање копља  | Зигисмунд Сирмаис Јанис Свенс Грива Роланд Штробиндерс | Мадара Паламејка Синта Озолина Лина Музе | 6      |
|     | Укупно (10)   | 8                                                      | 8                                        | 16     |

## Резултати

### Мушкарци
| Атлетичар          | Дисциплина    | Лични рекорд | Група       | Група         | Полуфинале            | Полуфинале           | Финале               | Финале        | Детаљи |
| Атлетичар          | Дисциплина    | Лични рекорд | Резултат    | Место         | Резултат              | Место                | Резултат             | Место         | Детаљи |
| ------------------ | ------------- | ------------ | ----------- | ------------- | --------------------- | -------------------- | -------------------- | ------------- | ------ |
| Дмитриј Јуркевич   | 1.500 м       | 3:37,35 НР   | 3:43,44 ЛРС | 4. у гр. 2    |                       |                      | Није се квалификовао | 21 / 35 (37)  |        |
| Јанис Балтуш       | 400 м препоне | 50,49        | 51,26       | 5. у гр. 4    | Није се квалификовао  | Није се квалификовао | Није се квалификовао | 14 / 36 (27)( |        |
| Јанис Вишкерс      | Полумаратон   | 1:07,06      |             |               |                       |                      | 1:07:40 ЛРС          | 55 / 84 (92)  |        |
| Марекс Арентс      | Скок мотком   | 5,62         | 5,50        | 2. кв         |                       |                      | 5,50                 | 6. / 24 (28)  |        |
| Елвијс Мисанс      | Скок удаљ     | 8,08 НР      | 7,61        | 12 у гр А     | Није се квалификовао  | 20 / 24 (25)         |                      |               |        |
| Елвијс Мисанс      | Троскок       | 16,77        | 16,50       | 6. у гр. Б кв | 16,32                 | 9 / 27               |                      |               |        |
| Роланд Штробиндерс | Бацање копља  | 83,37        | БП          | БП            | Нису се квалификовали | БП                   |                      |               |        |
| Јанис Свенс Грива  | Бацање копља  | 79.36        | 73,38       | 13. у гр. Б   | Нису се квалификовали | 28 / 30 (32)         |                      |               |        |
| Зигисмунд Сирмаис  | Бацање копља  | 86,61        | 82,96 КВ    | 3. у гр. А    | 86,66 ЛР              |                      |                      |               |        |

### Жене
| Атлетичар                 | Дисциплина    | Лични рекорд | Група        | Група       | Полуфинале            | Полуфинале            | Финале                | Финале       | Детаљи |
| Атлетичар                 | Дисциплина    | Лични рекорд | Резултат     | Место       | Резултат              | Место                 | Резултат              | Место        | Детаљи |
| ------------------------- | ------------- | ------------ | ------------ | ----------- | --------------------- | --------------------- | --------------------- | ------------ | ------ |
| Гунта Латишева-Чударе     | 400 м         | 52,17        | 53.36 КВ ЛРС | 2. у гр. 1  | 53,11 ЛРС             | 7 у гр. 1             | Није се квалификовала | 20 / 36 (37) |        |
| Лаура Икаунијеце-Адмидиња | 100 м препоне | 13,07        | 13,51        | 5. у гр. 4  | Није се квалификовала | Није се квалификовала | Није се квалификовала | 30. / 34     |        |
| Лига Велвере              | 400 м препоне | 56,57        | 57,38 кв     | 2. у гр. 1  | 57,11                 | 7. у гр. 2            | Није се квалификовала | 17 / 24 (35) |        |
| Агата Страуса             | Полумаратон   | 1:13:13      |              |             |                       |                       | 1:21:42               | 80 / 81 (90) |        |
| Ајга Грабусте             | 400 м препоне | 6,75         | БП           | БП          |                       |                       | Није се квалификовала | БП           |        |
| Мадара Паламејка          | Бацање копља  | 66,15 НР     | 59,71 КВ     | 2. у гр. Б  | 60,30                 | 7 / 31 (34)           |                       |              |        |
| Синта Озолина             | Бацање копља  | 64,38        | 57,58        | 11. у гр. А | Није се квалификовала | 14 /31 (34)           |                       |              |        |
| Лина Музе                 | Бацање копља  | 62,09        | БП           | БП          | Нису се квалификовали | БП                    |                       |              |        |